# 上里直汰
上里 直汰（うえざと なおた、2007年3月1日 - ）は、日本中央競馬会（JRA）・美浦トレーニングセンターの騎手。沖縄県出身。

## 来歴
2022年に競馬学校騎手課程に入学（第41期）。
2025年3月に美浦・加藤士津八厩舎から騎手デビュー。JRA初の沖縄県出身の騎手となった。
2025年4月5日の中山7R（4歳以上1勝クラス）でスペイドアンに騎乗して1着となり、JRA初勝利を挙げた。

## 騎乗成績

### 概要
|        | 日付         | 競馬場・開催   | 競走名           | 馬名           | 頭数 | 人気 | 着順 |
| ------ | ------------ | -------------- | ---------------- | -------------- | ---- | ---- | ---- |
| 初騎乗 | 2025年3月1日 | 2回中山1日目1R | 3歳未勝利        | マオノギミック | 15頭 | 10   | 8着  |
| 初勝利 | 2025年4月5日 | 3回中山3日目7R | 4歳以上1勝クラス | スペイドアン   | 11頭 | 1    | 1着  |

### 年度別成績
上里直汰の年度別成績（netkeiba.com）参照